# Johann von Konstanz (Weihbischof)
Johann von Konstanz OP (* in Konstanz ?; † 17. Oktober 1321 in Köln) war Weihbischof in Köln.
Der Dominikaner wurde von Papst Clemens V. auf Wunsch des Erzbischofs Heinrich II. von Virneburg am 5. Februar 1308 zum Weihbischof für das Erzbistum Köln und Titularbischof von Scopuli am Haemus ernannt. Wann Erzbischof Heinrich ihm die Bischofsweihe erteilte, ist nicht bekannt, doch ist Johann ab dem 14. August 1308 als amtierender Weihbischof belegt.